# Die seltsame Geschichte des Baron Torelli
Die seltsame Geschichte des Baron Torelli ist der Titel eines stummen deutschen Dramas, das Richard Oswald 1918 nach einem eigenen Manuskript in seiner Richard Oswald-Film GmbH (Berlin) inszenierte und produzierte. Den titelgebenden Baron Torelli spielte Bernd Aldor. Der Film war die Nummer VI in der Bernd Aldor-Serie 1917/18 und der letzte Film daraus.

## Handlung
Ehemann erschießt den Nebenbuhler, dessen Verlobte ihn.
(Inhaltsangabe nach GECD #33940)

## Produktionsnotizen
Die Produktion Nr. 120 der Richard Oswald-Film GmbH (Berlin) wurde von Max Faßbender photographiert.

Sie lag im April 1918 der Polizeizensur vor, erhielt die Prüf-Nr. B.41742 und wurde am 26. April 1918 in Berlin im Tauentzienpalast uraufgeführt. Ein Jugendverbot wurde ausgesprochen.

## Rezeption
- Überlieferung

Der Film wird erwähnt in
- Der Film No. 18, 1918
- Kinematograph No. 591, 1919
- IFW No. 17, 1918

und ist registriert bei
- Birett, Verzeichnis in Deutschland gelaufener Filme, (München) No. 256, 1918 und (München) No. 429, 1918
- Lamprecht Vol. 18 No. 432

Aufführung:
Unter dem landessprachlichen Titel Doznání barona Torelliho, drama o 4 jednáních (dt.: Das Geständnis des Barons Torelli. Drama in 4 Abteilungen) lief „Die seltsame Geschichte des Baron Torelli“ im mährischen Brünn (Brno) vom 28. Februar 1919 bis 3. März 1919 im Kino Universum, Nová 16.
Kritik:
Vorführung der Firma “Das Kino”: Das Geheimnis des Baron Torelli. Drama in 4 Akten.
 Es ist eine sehr merkwürdige Geschichte, die sich da abspielt. Einer exzentrischen jungen Dame wird der Bräutigam erschossen, sie schwört Rache zu nehmen und verliebt sich schließlich in den Mörder, der seinerzeit auch nur aus Rache gehandelt hatte. Indem er der Rächerin seine Geschichte erzählt, wie ihm durch den Ermordeten die Frau abwendig gemacht wurde, fühlt sie sich ganz zu ihm hingezogen, um dann freiwillig zu sterben, als die Folgen ihrer Handlungsweise sichtbar werden.
 
Mit guter Beobachtung ist die Logik der Handlung festgehalten und schauspielerisch sehr gut durchgeführt. Bernd Aldor auch hier wieder in einer ungemein dankbaren Rolle, die er mit Elan ausstattet und in die richtige Linie rückt. Auch hier hat Richard Oswalds Regie vortreffliche Arbeit geleistet und einen „Schlager von besonderer Güte“ geschaffen. Bild- und Lichtwirkungen sind hervorragend.
(Neue Kino Rundschau Nr. 106 vom 15. März 1919 auf S. 10)